# Evangeličanska cerkev, Gornji Slaveči
Evangeličanska cerkev je v vasi Gornji Slaveči in v občini Kuzma

## Začetki
Kot organizirana in samostojna verska občina se evangeličanska cerkvena občina Gornji Slaveči pojavi šele leta 1918, čeprav začetki segajo že v leto 1874, ko je bila zgrajena verska šola, v kateri je kot prvi evangeličanski učitelj poučeval Leopold Hari. Do 1918 je bila del bodonske in križevske cerkvene občine. Verniki so bili od cerkve oddaljeni tudi do 18 kilometrov, duhovnik pa je prihajal v Gornje Slaveče samo ob večjih praznikih. V vaseh med Cankovo in Sotino, vse do Matjaševec in državne meje je bilo veliko evangeličanov, ki so izražali željo po ustanovitvi lastne gmajne in cerkve. Leta 1903 so poleg šolskega poslopja postavili še lesen zvonik in s prostovoljnimi prispevki vernikov kupili dva zvonova, ki pa so ju v prvi svetovni vojni odvzeli za izdelavo vojaške opreme in streliva.

## Samostojna cerkvena občina
Po dolgih pripravah je bila na cerkvenem občnem zboru 29. junija 1918 ustanovljena samostojna evangeličanska cerkvena občina Gornji Slaveči, ki se je tako ločila od matičnih gmajn Bodonci in Križevci. Začeli so nabiralno akcijo v Prekmurju, ter med izseljenci v Ameriki. Ob pomoči Gustav Adolf društva (GAW) iz Nemčije in mnogih drugih dobrotnikov, tudi rimokatoliške vere, so 29. junija 1927 položili temeljni kamen cerkve. Cerkev je bila zgrajena do 28. oktobra 1928, ko je bila tudi posvečena, ter predana svojemu namenu.

## Po drugi svetovni vojni
Šele leta 1947 so k duhovnikovemu stanovanju prizidali še en prostor, pozneje pa so s pomočjo Svetovne Lutheranske zveze in vernikov poslopje leta 1957 temeljito preuredili, pozneje elektrificirali in napeljali vodovod. Leta 1961 so tudi v cerkev speljali električno napeljavo. Streho, stolp in križ na cerkvi so verniki obnovili leta 1968. 
29. junija 1968 je cerkvena občina praznovala svoj 50-letni jubilej. V začetku leta 1980 je gmajna začela s pomočjo Svetovne Luteranske zveze, domačih vernikov, ki so razen dela prispevali tudi les za ostrešje in finančna sredstva, graditi novo župnišče z dvorano. Novo župnišče je bilo blagoslovljeno in predano namenu 6. septembra 1981. Leta 1984 so začeli zbirati sredstva za lepe, dvomanualne orgle z dvanajstimi registri in pedalom, ki jih je izdelal mojster Anton Jenko iz Ljubljane. Svojemu namenu so jih predali prvo nedeljo meseca septembra 1987. Danes ima evangeličanska cerkvena občina Gornji Slaveči približno 1.000 članov, ki živijo razkropljeni v 15 vaseh.

## Arhitektura
Neogotska oziroma neoromanska arhitektura iz leta 1928 je bila sezidana po načrtih zidarskega mojstra Juda iz Kuzme. Sestavljajo jo enoladijska cerkev, poligonalni (mnogokoten) prezbiterij ter zahodni zvonik.

## Duhovniki evangeličanske cerkve Gornji Slaveči
- Aleksander Županek (1918-1922)
- Karel Kovač (1925-1978)
- Geza Erniša (1979-1988)
- Simona Prosič Filip